# The Return of Jafar
The Return of Jafar (El retorno de Jafar en España; El Regreso de Jafar en Hispanoamérica) es una película estadounidense de fantasía musical de animación directamente para video del año 1994, producida por Walt Disney Pictures y Disney Television Animation. Es la primera secuela de la película de animación de Disney de 1992, Aladdín, y sirve como piloto de la serie de televisión de animación Aladdín.
Estrenada el 20 de mayo de 1994 en Norteamérica, fue la segunda secuela de una película de animación de Disney, después de The Rescuers Down Under (1990), y la primera película de animación directamente para vídeo de Disney. También supuso la primera película de animación directamente para video estadounidense. Gilbert Gottfried, Jonathan Freeman, Scott Weinger, Frank Welker, Brad Kane y Linda Larkin retoman sus papeles de la primera película, a los que se suman Jason Alexander, Val Bettin, Liz Callaway y Dan Castellaneta.
Aunque la película recibió críticas entre mixtas y negativas, vendió 15 millones de cintas VHS, recaudando más de 300 millones de dólares con un presupuesto aproximado de 5 millones, lo que la convirtió en una de las películas más vendidas en vídeo doméstico.

## Trama
Un tiempo después de la derrota de Jafar, Aladdín y Abú se han instalado en el palacio de Agrabah con la princesa Jasmín y su padre, el Sultán. Todavía con ganas de aventuras, Aladdín frustra a un grupo criminal liderado por el torpe Abis Mal y devuelve el botín robado a los ciudadanos de Agrabah. Mientras tanto, en el desierto, Iago escapa de la lámpara de Jafar. Cansado de seguir sus órdenes, Iago rechaza las exigencias de Jafar para liberarle y arroja la lámpara a un pozo.
Iago vuela a Agrabah con la intención de volver al palacio haciéndose amigo de Aladdín. Durante su primera interacción con Aladdín y Abú, los tres son atacados por Abis Mal y sus secuaces, y sin darse cuenta Iago salva la vida de Aladdín. En agradecimiento, Aladdín lleva a Iago a los terrenos del palacio, prometiéndole hablar con el Sultán en su nombre. Más tarde, Abis Mal encuentra la lámpara de Jafar en el pozo y lo libera accidentalmente. Impedido por la incompetencia de su nuevo amo, Jafar engaña a Abis Mal para que malgaste sus dos primeros deseos y luego lo obliga a ayudarlo a vengarse de Aladdín, prometiendole una recompensa. Abis Mal acepta, también deseoso de vengarse de Aladdín.
Mientras tanto, el Genio regresa después de viajar por el mundo durante un año, aunque sus poderes están disminuidos desde que fue liberado de la lámpara. En el banquete nocturno, el Sultán anuncia a Aladdín como nuevo Visir Real. Rajah descubre a Iago en el jardín y lo persigue hasta el banquete. Aladdín pide al Sultán que perdone a Iago, pero Jasmín está consternada porque Aladdín le ocultó esta situación. El Genio y Iago les ayudan a reconciliarse, y el Sultán, aunque sigue sospechando, perdona temporalmente a Iago y encarga a Aladdín que vele por él. Sin embargo, Jafar se infiltra en el palacio y engaña a Iago para que lleve a Aladdín y al Sultán de excursión a la cascada, donde les tenderá una emboscada. 
Durante el viaje, el Sultán finalmente perdona a Aladdín y a Iago, pero Jafar, transformado en una banda de jinetes hechiceros montados en caballos con alas de dragón, logra arrojar a Aladdín a la cascada mientras toma prisioneros al Sultán, a Jasmín, al Genio y a Abú. Aladdín regresa finalmente a Agrabah para advertir a Razoul, pero Jafar, haciéndose pasar por Jasmín, inculpa a Aladdín del asesinato del Sultán y lo condena a muerte. Sintiéndose culpable por haber sido engañado, Iago libera al Genio, que salva a Aladdín. Jafar controla ahora Agrabah, pero Aladdín jura detenerle, y el Genio le revela que la única forma de matar a Jafar es destruir su lámpara. Iago decide marcharse, pero no antes de que Aladdín le agradezca su ayuda.
Jafar exige a Abis Mal que le libere de la lámpara con su tercer deseo, aunque éste se niega y exige su recompensa. Justo cuando Aladdín y sus amigos se enfrentan a ellos para conseguir la lámpara, Jafar, en su forma de Genio, ataca al grupo, deja inconsciente al Genio y destroza la Alfombra. Abre los jardines del palacio, creando un charco de lava, y atrapa a Aladdín en una roca que se hunde. Iago, tras darse cuenta de que ha sido usado repetidamente por Jafar, regresa y coge la lámpara, pero se quema y queda inconsciente. Con las fuerzas que le quedan, Iago arroja la lámpara a la lava y Aladdín le rescata mientras Jafar desaparece de la existencia y su magia se deshace, restaurando los jardines del Palacio y la Alfombra, pero las heridas de Iago son tan graves que por un momento todos le creen muerto, pero Iago recobra el conocimiento cuando es aceptado oficialmente de nuevo en el Palacio y todos le perdonan. Aladdín rechaza finalmente la oferta del Sultán de convertirse en su visir, ya que ha decidido que quiere viajar por el mundo con Jasmín.

## Reparto de voces
- Gilbert Gottfried como Iago
- Jason Alexander como Abis Mal
- Jonathan Freeman como Jafar
- Scott Weinger como Aladdín
- Brad Kane como Aladdín (voz cantante)
- Linda Larkin como Princesa Jasmín
- Liz Callaway como Princesa Jasmín (voz cantante)
- Dan Castellaneta como Genio, Omar y Ladrón
- Frank Welker como Abú, Rajah, Fazal, Vendedor de huevos y Ladrón
- Val Bettin como el Sultán
- Jim Cummings como Razoul y Ladrón

Las voces adicionales estuvieron a cargo de Jeff Bennett y B. J. Ward.

## Producción
Tras el éxito de La Sirenita, Walt Disney Television Animation produjo una serie de televisión animada del mismo nombre que se emitió en la CBS. Al mismo tiempo, The Disney Afternoon se había convertido en un éxito con series de televisión como Patoaventuras y Chip 'n Dale: Rescue Rangers emitidas en una franja horaria sindicada de dos horas. Antes del estreno en cines de Aladdín, Disney encargó a Tad Stones y Alan Zaslove la producción de un proyecto directo para televisión que guiara la transición de la película a una serie de televisión.
Mientras concebía la secuela, Stones quedó fascinado con el personaje de Iago, y declaró: "Dije: “Quiero que el loro esté ahí”, pero se quedó atrapado en la lámpara (al final de la película de Aladdín), así que se nos ocurrió la historia de cómo salió y acabó con Aladdín". Como era habitual en las series de televisión animadas de media hora de duración de la época, Disney planeó comenzar la serie con un especial de televisión de una hora de duración, pero Stones sugirió que la película se estrenara en vídeo doméstico. En un principio, la idea suscitó cierta resistencia por parte del presidente de Disney Feature Animation, Peter Schneider, y del consejero delegado de Disney, Michael Eisner, que consideraban que abarataría la marca Disney. Finalmente, el maquetador Paul Felix concibió la apertura de la película con la banda de ladrones entrando en una cueva, que más tarde se animó en Disney Animation Australia. El presidente de Disney, Jeffrey Katzenberg, quedó impresionado con los diarios de animación y permitió que la primera mitad se animara en Australia, mientras que el clímax se animó en Japón.
Debido a la polémica suscitada por el uso de su voz en la campaña de marketing de Aladdín, Robin Williams se negó a volver a interpretar el papel del Genio, por lo que fue sustituido por Dan Castellaneta. Stones también afirmó que Williams participó en la selección de Castellaneta para poner voz al Genio. También fue la primera producción completa de Aladdín sin la voz original del Sultán, Douglas Seale. Fue sustituido por Val Bettin, que había trabajado anteriormente con Disney en The Great Mouse Detective, y que repetiría su papel en la serie de animación de la franquicia y en Aladdin and the King of Thieves).

## Canciones
| N°. | Título en inglés                           | Intérprete(s)                              | Título en español latino    | Intérprete(s)                         |
| --- | ------------------------------------------ | ------------------------------------------ | --------------------------- | ------------------------------------- |
| 1   | Arabian Nights                             | Brian Hannan                               | Noches de Arabia            | Raúl Carballeda                       |
| 2   | I'm Looking Out for Me                     | Gilbert Gottfried                          | Yo voy a ver por mí         | Héctor Lee                            |
| 3   | Nothing in the World (Quite Like a Friend) | Dan Castellaneta, Brad Kane y Liz Callaway | No hay nada como la amistad | Rubén Trujillo, Analí y Demián Bichir |
| 4   | Forget About Love                          | Dan Castellaneta, Brad Kane y Liz Callaway | Olvídate de su amor         | Héctor Lee, Analí y Demián Bichir     |
| 5   | You're Only Second Rate                    | Jonathan Freeman                           | Conmigo no podrás           | Armando Gama                          |

## Estreno
En lugar de estrenar la película en los cines, Steve Feldstein, director de relaciones públicas de la división de vídeo doméstico de Disney, declaró que la decisión de estrenar El Regreso de Jafar en vídeo doméstico se debió a la falta de tiempo, afirmando que "poner la película en los cines habría llevado hasta cinco años", pero estrenarla en vídeo doméstico llevaría "menos de dos años". Además, Feldstein confirmó que también se tuvo en cuenta la financiación, ya que la producción de una película directamente para video sería "menos costosa que Aladdín". Asimismo, debido a la expansión del mercado del vídeo, Disney afirmó que la demanda de Aladdín y otros personajes por parte del público de las salas de cine y de vídeo era otra razón para una rápida continuación.

## Medios domésticos de visualización
El Regreso de Jafar se estrenó en VHS y LaserDisc en Estados Unidos y Canadá el 20 de mayo de 1994, siendo la primera entrega de las secuelas directas a vídeo. En sus dos primeros días, vendió más de 1,5 millones de copias en VHS; se vendieron más de 4,6 millones de copias en VHS en menos de una semana. En Estados Unidos, se vendieron más de diez millones de copias, situándose entre los 15 vídeos más vendidos de todos los tiempos (en aquel momento), obteniendo 150 millones de dólares de beneficios. Con el tiempo, la película vendió 15 millones de unidades y recaudó aproximadamente 300 millones de dólares en todo el mundo. El éxito de la secuela eliminó lo que Los Angeles Times describió como "el estigma de la baja calidad" de las películas directas a vídeo, y provocó que Disney, Universal Pictures y otros estudios lanzaran más películas directas a vídeo.
El Regreso de Jafar, estrenada originalmente en VHS ese mismo año, se reeditó en DVD (Digital Versatile Disc; Disco Versátil Digital) y VHS en edición especial (con "Aladdín:" añadido al título) el 18 de enero de 2005, el mismo día que su secuela directa, Aladdín y los 40 Ladrones (Aladdin and the King of Thieves), también recibió una reedición, con imagen restaurada digitalmente y sonido remasterizado. Esta edición especial en DVD, junto con las otras dos películas de la serie, se pusieron en moratoria (se colocaron en la "Bóveda de Disney") el 31 de enero de 2008 en Estados Unidos y el 4 de febrero de 2008 en el Reino Unido. El Regreso de Jafar, junto con Aladdín y ellos 40 Ladrones se puso a la venta un paquete combinado con las versiones en Blu-ray/DVD/Digital HD el 5 de enero de 2016, como una exclusiva del Disney Movie Club en Norteamérica.

## Recepción
En el sitio web agregador de críticas Rotten Tomatoes, la película tiene un índice de aprobación general del 33%, basado en 12 críticas recopiladas, con una puntuación media ponderada de 4,3/10.
David Nusair, de Reelfilm.com, resumió la mayoría de los sentimientos negativos que contribuyeron a esta calificación:

El Regreso de Jafar, la primera secuela directa a vídeo de Disney, sigue a Aladdín (Scott Weinger) en su intento de frustrar una vez más el plan malvado de Jafar (Jonathan Freeman) para apoderarse de Agrabah. Y a pesar del hecho de que fue liberado de su lámpara al final de la primera película, el genio (ahora con la voz de Dan Castellaneta) está de vuelta y más loco que nunca. Desde el principio queda claro que Disney se esforzó muy poco en la producción de El Regreso de Jafar, sobre todo en el campo de la animación. La película tiene todo el estilo y la fluidez de un dibujo animado de sábado por la mañana, mientras que varias canciones son sosas y olvidables. El argumento repetitivo no hace ningún favor a la película, e incluso con una duración de 69 minutos, el desánimo aparece casi de inmediato. Castellaneta hace lo que puede con el material, pero en general se queda corto (sobre todo si se compara con la maníaca interpretación de Robin Williams en el original). El Regreso de Jafar es una secuela totalmente innecesaria que puede entretener a los niños pequeños, pero que decepcionará a los fans de la original.

A pesar de la recepción mayoritariamente negativa, en el programa de televisión Siskel y Ebert (Siskel & Ebert & the Movies), la película recibió "dos pulgares arriba" de Gene Siskel y Roger Ebert.
En su artículo para Entertainment Weekly, Steve Daly calificó la secuela de "C-", criticándola como una "imitación" que "lleva el sello de Disney y cuesta lo mismo que una cinta de Aladdín, pero está claro desde el primer fotograma que no se le ha dedicado el mismo tiempo, cuidado y creatividad".

## Adaptaciones

### Historieta
A mediados de los años 90, cuando Disney publicaba sus propias historieta, produjo una historieta de Aladdín de dos números que presentaba una versión alternativa de El Regreso de Jafar. Se titulaba El regreso de Aladdín. La introducción de la historieta corre a cargo del vendedor ambulante de la primera película.
La historia comienza mostrando que Aladdín se ha aburrido especialmente de la vida en palacio. Mientras tanto, Jafar ha escapado de la Cueva de las Maravillas. Iago recibe el encargo de encontrar al amo adecuado para que Jafar lo manipule. Su búsqueda parece desesperada, ya que como algunas personas son capaces de disfrutar de los tres deseos o meten la pata. Encuentran a alguien que utiliza la lámpara; se la conoce como Isabella, una maestra maga. Isabella tiene un aspecto similar al de Jafar (aunque su ropa es verde). Su primer deseo es volver al palacio de Agrabah (ya que en la primera película se encargaba de entretener al sultán). Su segundo deseo es que un ejército de soldados persiga a Aladdín y Jasmín cuando descubran la presencia de Jafar. Se le convence para que use su tercer deseo para atrapar de nuevo a Jafar y a Iago en la lámpara, enviándolos de vuelta a la cueva. Debido a la persuasión del Genio, el Sultán contrata a Isabella para un trabajo permanente de entretenimiento en el Palacio. El final de la historia muestra al vendedor ambulante con una lámpara negra similar a la de Jafar, pero afirma que no tiene ningún valor.

### Videojuego
El argumento de la película se utiliza vagamente en Agrabah, uno de los mundos de Kingdom Hearts II, y el vendedor ambulante aparece desde la primera película. Como en la película, Iago escapa de Jafar y hace todo lo posible por respetar a Aladdín, Jasmín, Sora, Donald y Goofy, aunque Jafar le engatusa para que le ayude en su venganza, lo que casi daña la amistad de Iago con Aladdín y Sora, pero se redime tras recibir un golpe por Aladdín que casi acaba con su vida. El vendedor ambulante, al principio, se encuentra con la lámpara de Jafar, pero se la vende a Aladdín, Sora, Donald y Goofy por un raro artefacto en la Cueva de las Maravillas. A pesar de que Aladdín sella la lámpara en la mazmorra del Palacio, el codicioso Buhonero irrumpe en la mazmorra y libera a Jafar, desatando su furia sobre Agrabah hasta que es derrotado por Sora y compañía. El destino del vendedor ambulante queda ambiguo. Esta fue la primera secuela de Disney cuyo argumento se adaptó en un nivel de la serie Kingdom Hearts, a la que siguieron la Rejilla, que fue una adaptación de Tron: El legado (Tron: Legacy), y el Caribe, que lo fue de Piratas del Caribe: En el fin del mundo (Pirates of the Caribbean: At World’s End).
Además, hay una ligera alusión a la batalla contra el jefe de Agrabah en Kingdom Hearts. Sora debe luchar contra Jafar en forma de genio, rodeado por un pozo de lava con niveles que suben y bajan, mientras Iago vuela por encima con la lámpara de Jafar. Solo golpear la lámpara tiene efecto sobre la salud de Jafar. Este combate también tiene lugar en el segundo juego, Kingdom Hearts: Chain of Memories, y en su remake para PlayStation 2. En ambas versiones de Chain of Memories, la lucha contra el jefe se debe a que la mayor parte del juego son ilusiones creadas a partir de los recuerdos de Sora. Un segundo personaje jugable, Riku, también lucha contra el jefe en su modo. La batalla vuelve a repetirse en Kingdom Hearts Coded y Kingdom Hearts Re:coded.

## Secuelas
A la película le siguió una serie de televisión titulada Aladdín, que sirvió como tercera entrega global, y otra secuela directa a vídeo, Aladdín y los 40 Ladrones, que se estrenó en 1996. La franquicia se retomó posteriormente en "Hércules y la noche árabe", un episodio cruzado con la serie de animación Hércules, y en el segmento Más que una princesa pavo real (More Than a Peacock Princess), de Cuentos encantados: Sigue tus sueños (Disney Princess Enchanted Tales: Follow Your Dreams).